# Enriqueta Serrano
Enriqueta Serrano Arenas (Barcelona, 1911 - Madrid, 14 de noviembre de 1958) fue una cantante lírica española que combinó sus habilidades para el baile y su voz de soprano. Como tiple de zarzuela fue de las más consideradas de su tiempo.

## Trayectoria
Nacida en Barcelona en el seno de una familia humilde. Sus padres fueron artistas de teatro por lo que se despertó así en ella su interés por la interpretación y el baile. No en vano, su primer papel fue el del bebé del primer cuadro de la zarzuela Alma de Dios, cuando contaba siete meses. 
Comenzó como actriz con Catalina Bárcena antes de posicionarse en la zarzuela y la opereta. Se formó en las academias de baile de Joan Magriñà y Karen Taft. 
Durante la década de 1920, trabajó como soubrette en operetas francesas y vienesas, muy populares en España en aquel entonces. Realizó varias giras por el territorio nacional así como por Latinoamérica, desde Buenos Aires hasta La Habana. En esa época, el teatro de revistas gozaba de gran popularidad en esas ciudades, y desarrolló ahí parte de su carrera profesional, siendo contratada como primera vedette en Buenos Aires. A su regreso de América debutó en Barcelona estrenando con éxito varias revistas como Las maravillosas,  La orgía dorada, El país de los tontos o Las pantorrillas. En 1922 formaba parte de la compañía del Teatro Apolo de Madrid con la que participó y triunfó en obras como ¡Ave, César! de Vicente Lleó. Ese mismo año sustituyó a la actriz y cantante italiana Eugenia Zuffoli en la revista Arco Iris, promovida por el empresario Eulogio Velasco, con letra de Tomás Borrás y música de Juan Aulí Pedró y Julián Benlloch. En 1924 formaba parte de la compañía de Ramón Peña, con la que estrenó, junto a la cantante Cora Raga, La granjera de Arlés de Rafael Sepúlveda y José Manzano y música de Ernesto Rosillo, siendo Serrano muy alabada por la crítica. En 1925 acctuó en el Teatro Eslava de Madrid, donde estrenó la pionera revista ‘al estilo francés’ El jardín encantado de París.
En los años treinta, ya famosa y con repercusión internacional, como cantante soprano estrenó la zarzuela Katiuska, la mujer rusa en 1931 en el Teatro Victoria de Barcelona, obra creada por el compositor Pablo Sorozábal. Igualmente en 1931, con la proclamación de la Segunda República, cantó la recién creada canción popular “Viva la República”, con música del propio Sorozábal. En 1932 participó con gran éxito en una reposición de Katiuska en el Cine Rialto de Madrid, protagonizando en este caso la parte cómica de la obra. Fue durante estas funciones que Serrano conoció al maestro Sorozábal, con quien finalmente contrajo matrimonio en 1933 y de cuya unión nació el único hijo de la pareja, Pablo Sorozábal Serrano.   
En 1933 estrenó La isla de las perlas en el Teatro Coliseum de Madrid, compartiendo cartel con la soprano Maruja Vallojera y el barítono Pablo Hertogs. A partir de entonces, la cantante abandonó temporalmente la actuación para centrarse en su familia. No obstante, no dejó de trabajar con relativa frecuencia en el teatro y en los estudios de grabación, interpretando papeles cómicos femeninos de las obras escénicas creadas por su marido. Reaparece en 1934, con el estreno de La del manojo de rosas, en el Teatro Fuencarral de Madrid, para desde entonces participar ya sólo en las obras compuestas y dirigidas por su marido.   
Fueron varias figuras relevantes de la zarzuela con las que Serrano compartió cartel, así tenemos a los barítonos Marcos Redondo, Jose Mª Aguilar y Andrés García Martí, o a la soprano Pepita Embil.  Junto a ellos estrenó en abril de 1942,  la obra Black el payaso en el Coliseum de Barcelona, obra con la que cosechó un gran triunfo junto a Marcos Redondo. En 1945 estrena La casa de tres muchachas en el Teatro de la Zarzuela de Madrid, obra inspirada en la música de Franz Schubert, siendo el barítono Pedro Terol quien representó el papel del músico austriaco. En 1947, realizó de nuevo una gira por Latinoamérica ahora con la Compañía Lírica de Solozábal, actuando en Montevideo, Buenos Aires, Córdoba y Rosario. Junto al barítono Pedro Terol, a los tenores Marcos Cubas y Mariano Ibars y al bajo Manuel Gas, estrenaron La eterna canción en el Teatro Avenida de Buenos Aires, tradicional sede de compañías españolas, de zarzuela, teatro y ópera.  
A su regreso a España, continuó representando obras de su esposo. En 1948 estrena la obra Los burladores en el Teatro Calderón de Madrid, junto a Carmen de la Puente y al barítono Esteban Astarloa. También Entre Sevilla y Triana en el Price (Teatro del Circo) de Madrid, siendo un reto para Serrano por el acento andaluz exigido siendo ella catalana. A partir de 1948 su actividad se aminoró pero reapareció en 1950 en el Teatro Calderón de Madrid encarnando el papel de Olga en una nueva producción de Katiuska, olvidada desde hacía más de veinte años debido a la censura franquista. Su última actuación fue en 1955 en el Teatro Lope de Vega de Madrid, estrenando Brindis, única revista de Solozábal. La obra fue también objetivo de la censura. 
Serrano falleció de forma inesperada poco después, el 14 de noviembre de 1958 en Madrid a los 47 años.  
Durante su carrera realizó trabajos discográficos  con los sellos españoles Columbia-Alhambra e Hispavox. Grabó entre otras obras, La del manojo de rosas junto a la soprano Pilar Lorengar, La tabernera del puerto ó Black el payaso junto al tenor Alfredo Kraus y al barítono Renato Cesari, Katiuska junto con Lorengar, Kraus, Gas y Cesari igualmente.
En cuanto a trabajos cinematográficos, participó en dos películas de éxito con la Paramount, la comedia La pura verdad y La incorregible.